# Jo-El Azara

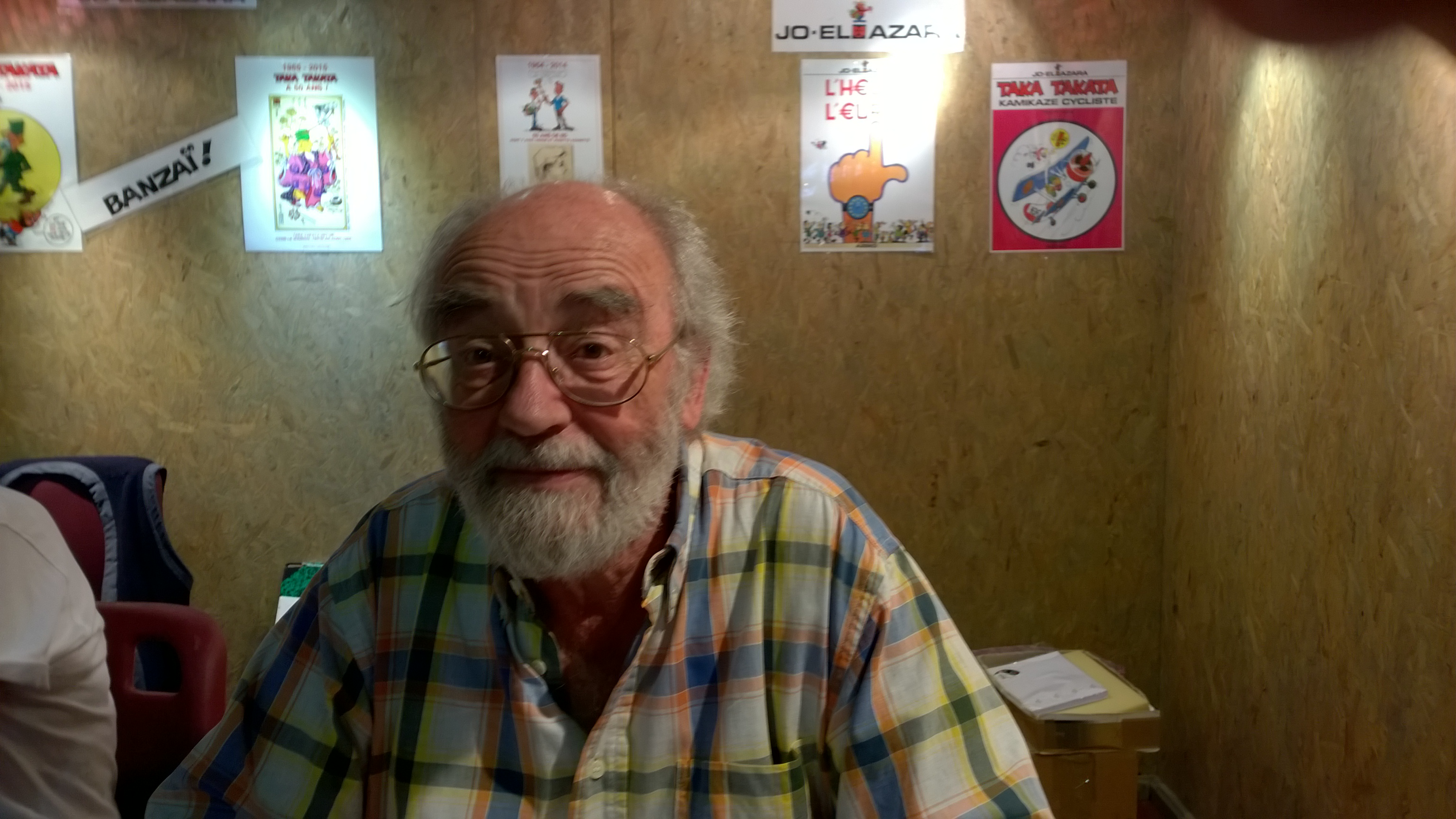
Jo-El Azara 2015

Jo-El Azara (eigentlich: Joseph F. Loeckx; * 4. Mai 1937 in Drogenbos; † 7. Februar 2023) war ein belgischer Comiczeichner.

## Biographie
Azara studierte am Institut Saint-Luc in Brüssel und lernte während eines Urlaubs Willy Vandersteen kennen, der ihm eine Tätigkeit in seinem Zeichenstudio anbot. Dort arbeitete er an einer Folge von Suske und Wiske mit. Von 1954 bis 1961 war er Mitarbeiter von Hergé und unterstützte diesen bei der Erstellung  mehrerer Alben von Tim und Struppi. Ab 1958 veröffentlichte er unter mehreren Pseudonymen, z. B. Jo-El, Ernest und Jo-El Azara Comics und Zeichnungen in verschiedenen Zeitschriften, unter anderem in Spirou.
Seine ersten Serien erschienen im Magazin Tintin, darunter mit Taka Takata auch seine bekannteste. Darüber hinaus zeichnete er eine Percy Pickwick-Episode (Les lutins diaboliques, Text von Greg) und arbeitete mit verschiedenen Szenaristen, wie z. B. Jacques Acar, Jacques Lob, Maurice Rosy und Michel Crespin, zusammen. 1994 gründete Azara sein eigenes Label Azeko, das er zur Neuauflage der Alben von Taka Takata verwendete.